# Ганс Вонк (диригент)
Ганс Вонк (нід. Hans Vonk; 18 червня 1942, Амстердам — 29 серпня 2004, Амстердам) — нідерландський диригент.

## Життєпис

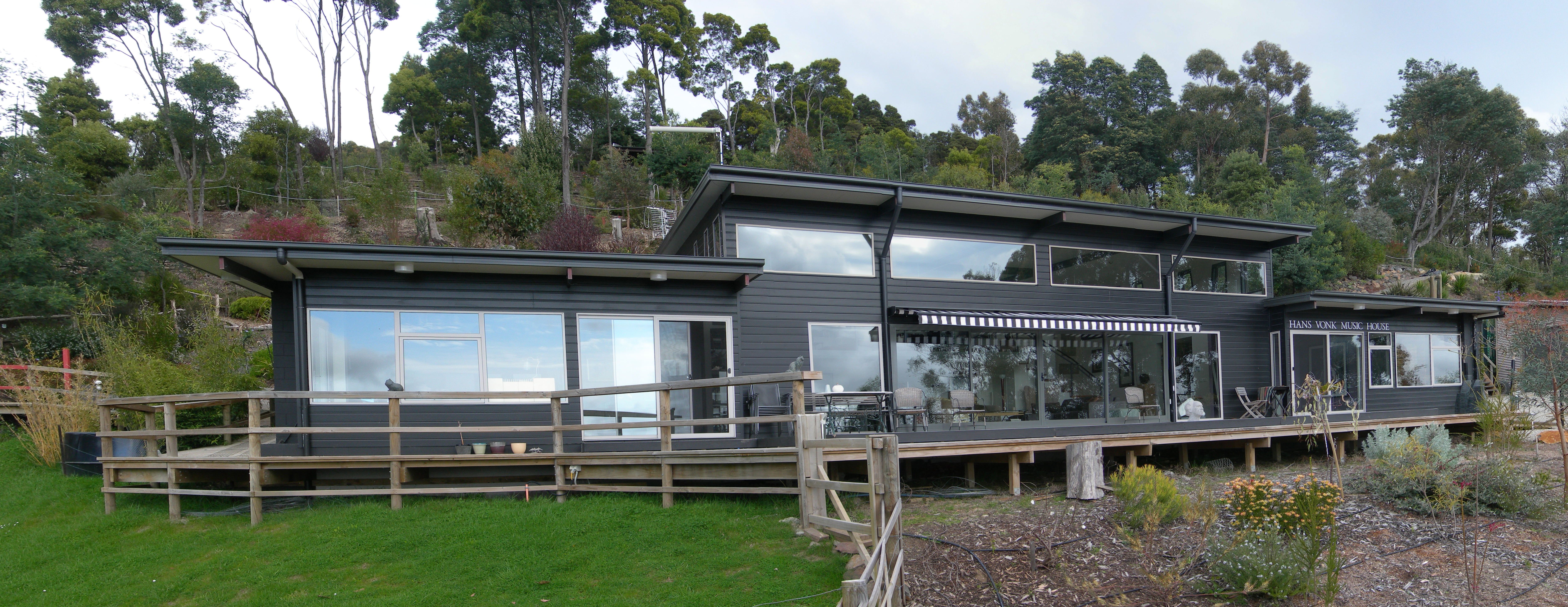
Музичний дім Ганса Вонка

Народився в родині скрипаля Оркестру Консертгебау.
Навчався в Амстердамській консерваторії (водночас вивчав право в Амстердамському університеті), згодом навчався у Германа Шерхена і Франко Ферари.
Працював другим диригентом в оркестрі Консертгебау і в лондонському Королівському філармонічному оркестрі.
1980—1991 років очолював гаазький Резиденц-оркестр, а 1985—1990 років водночас і  Саксонську державну капелу Дрездена.
1990—1997 років був головним диригентом Оркестру Кельнського радіо, 1996—2002 років очолював Сент-Луїський симфонічний оркестр, а у сезоні 2003—2004 років керував Симфонічним оркестром Нідерландського радіо. Пішов у відставку через прогресуючу хворобу (бічний аміотрофічний склероз).
Вонк вважався фахівцем по музиці Антона Брукнера. Відомі його записи творів Людвіга ван Бетховена, Йоганнеса Брамса, Антона Брукнера, Клода Дебюссі, Альфонса Діпенброка, Густава Малера, Фелікса Мендельсона, Олів'є Мессіана, Вольфганга Амадея Моцарта, Моріса Равеля, Габрієля Форе, Петра Чайковського, Арнольда Шенберга, Роберта Шумана (всі симфонії).